# Pasquale Revoltella
Pasquale Revoltella (16 juin 1795, Venise - 8 septembre 1869, Trieste) est un entrepreneur, banquier, assureur, négociant et économiste italien.
Revoltella a joué un rôle clé dans le financement du canal de Suez et a favorisé le développement économique et culturel de la ville de Trieste au XIXe siècle. En plus de fonder d'importantes entreprises telles que Assicurazioni Generali et Lloyd Austriaco, il a laissé à la ville de nombreuses institutions sociales et culturelles telles que le musée Revoltella (Galerie d'art moderne) et l'école commerciale, avec laquelle Revoltella a jeté les bases de l'université de Trieste.

## Biographie

### Jeunesse
Pasquale Revoltella nait le 16 juin 1795 dans une famille modeste de la république de Venise, fils du boucher Giovanni Battista Revoltella et de sa femme Domenica Privato. Après la chute de la république de Venise et la crise économique qui s'ensuit, Revoltella déménage avec ses parents à Trieste en 1797, qui à l'époque fait partie de l'empire des Habsbourg. Orphelin et pourvu d'une éducation médiocre, il est embauché en 1817 comme simple ouvrier d'entrepôt dans diverses sociétés commerciales de Théodore Necker, également consul de Suisse à Trieste. En 1827, Necker donne procuration à son protégé. En tant que représentant d'une des plus importantes sociétés commerciales de la ville, Revoltella accède ainsi aux hautes sphères bancaires et financières. Dans les années qui suivent, il cultive de plus en plus de contacts avec des personnalités importantes de la politique et des affaires et développe un réseau de relations étendu et influent.

### Succès entrepreneuriaux et politiques

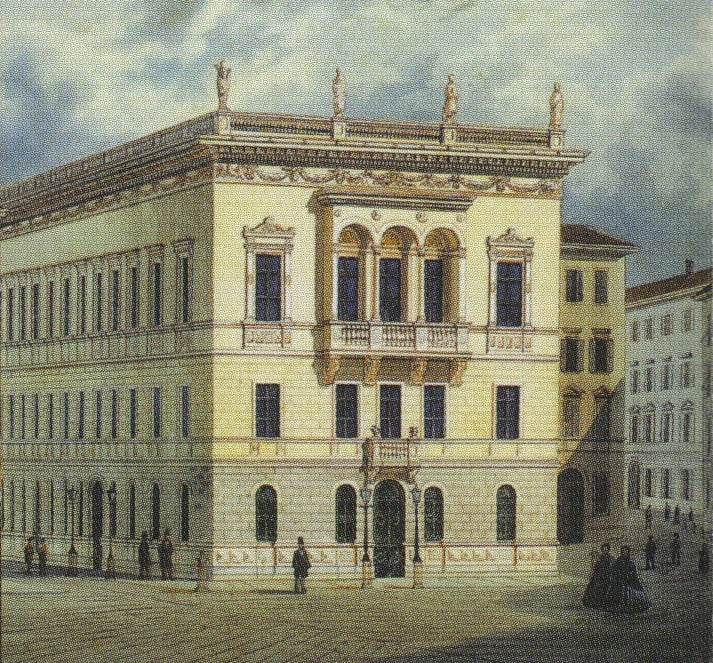
Le Palazzo Revoltella en 1865.

En 1835, à l'âge de 38 ans, il fonde  sa propre société d'importation de bois et de céréales avec un capital de départ de 30 000 florins. Il obtient très rapidement une certaine disponibilité financière lui permettant d'acquérir divers intérêts dans plusieurs sociétés à Trieste et devient très riche en très peu de temps.
Dans le même temps, politiquement et économiquement extrêmement habile et clairvoyant, il occupe un poste de direction au sein de la compagnie d'assurances Assicurazioni Generali, dont il est l'un des premiers actionnaires depuis sa création en 1831. Il est membre du conseil d'administration du Lloyds Autrichien qu'il fonde deux ans plus tard avec d'autres marchands, une autre compagnie d'assurances basée à Trieste. En travaillant dans cette entreprise, il devient l'ami du baron Karl Ludwig von Bruck (1798–1860), futur ministre du Commerce et des Finances de l'empereur François-Joseph Ier.
En 1850, Revoltella prend une part active à la vie politique et est élu au conseil municipal de Trieste. Il y soutient de nombreux projets de construction dans la ville, dont l'agrandissement du port de Trieste. Il sera également membre de la bourse de commerce de Trieste.
En 1853 et 1854, il charge l'architecte berlinois Friedrich Hitzig (1811–1881) de construire une résidence d'été, la Villa Revoltella, et une résidence en ville, le Palazzo Revoltella. Lors de l'inauguration du palais le 23 février 1859, l'ascension sociale de Revoltella et sa haute réputation sociale sont devenues évidentes : parmi les invités de l'ancien fils de boucher se trouvent des personnalités influentes telles que le ministre autrichien des Finances Karl Ludwig von Bruck, l'archiduc Ferdinand Maximilien et le comte français Ferdinand de Lesseps (1805-1894).

### Canal de Suez
Sous sa direction, le Lloyds Autrichien ouvre une liaison maritime régulière en 1848 avec l'Égypte. Il fait construire son propre arsenal en 1853 et quintuple les tonnages transportés dans la décennie qui suit, avant l'ouverture du Canal. En 1846, le Lloyds Autrichien contribue à la création, avec François Barthélemy Arlès-Dufour, d'une société d'étude pour le Canal de Suez, qui devient dix ans plus tard la Compagnie de Suez.
Lorsqu'en 1855, Revoltella lance la construction du canal de Suez avec Lesseps, il voit un avantage pour l'ensemble du commerce maritime autrichien dans ce projet de construction et pour le développement économique de la ville de Trieste : la liaison maritime la moins chère et la plus courte entre le Moyen et l'Extrême-Orient et l'Europe passe par le canal de Suez à travers la mer Méditerranée, remonte la mer Adriatique jusqu'à Trieste et fait de la ville le centre du commerce avec l'Orient. Lorsque les ministères viennois ne montrent aucun intérêt à financer le projet de construction, Revoltella investit finalement  lui-même dans le projet en 1858 en prenant une participation d'environ 25 millions de florins dans la Compagnie Universelle du Canal Maritime de Suez fondée par Ferdinand de Lesseps. Le Lloyds Autrichien détient 50000 actions, Lesseps prend le poste de président de la société, Pasquale Revoltella devient vice-président en raison de son actionnariat important. Il est par ailleurs actionnaire d'une société qui fournit le bois nécessaire aux travaux de renforcement du delta du Nil.
En 1858, il se rend à Paris pour traiter avec Ferdinand de Lesseps, qui lui rend sa visite en février 1859, pour rencontrer l'archiduc Maximilien de Habsbourg, qui est à l'époque gouverneur de la Lombardie et de la Vénétie. En 1861, il fait un long voyage en Égypte avec Lesseps pour vérifier les progrès de la construction du canal. Il en ramène beaucoup de souvenirs, dans un journal encore conservé dans sa bibliothèque. En 1864, il publie une étude intitulée Participation de l'Autriche au commerce mondial développant ses idées sur la centralité de Trieste dans le réseau des relations économiques entre l'Europe et le reste du monde.
En 1860, il est inculpé et emprisonné par les autorités autrichiennes à la suite d'allégations concernant l'approvisionnement alimentaire fourni à l'armée pendant la guerre perdue contre l'Italie en 1859. Acquitté après un court laps de temps, il perd cependant  un de ses plus grands soutiens, le ministre Carl Ludwig von Bruck, impliqué lui dans l'affaire.
En raison de son engagement dans la construction du canal de Suez et pour le réhabiliter complètement, il est nommé Baron du Saint-Empire par l'empereur François-Joseph Ier le 18 mai 1867.

### Décès
Le 8 septembre 1869, Pasquale Revoltella meurt à Trieste des suites d'une grave maladie, sans assister à l'inauguration du canal de Suez, qui devait ouvrir le 3 novembre de la même année. Il est enterré auprès de sa mère dans le parc de sa maison de campagne. Après sa mort, il légue la plupart de ses biens à la ville de Trieste.

## Biens immobiliers et postérité

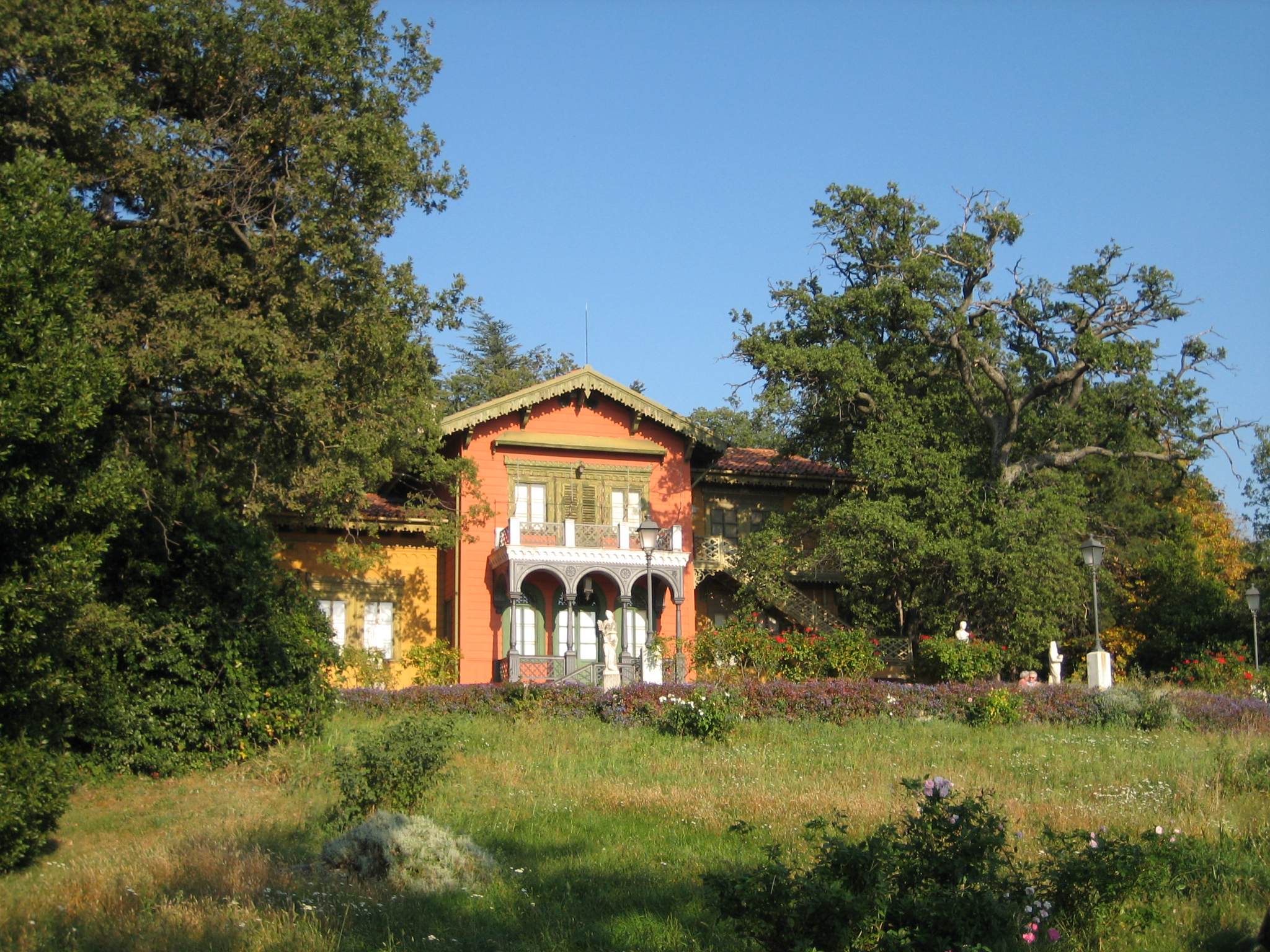
Villa Revoltella dans le quartier Chiadino de Trieste.

Dans son testament, Pasquale Revoltella lègue sa résidence en ville, le Palazzo Revoltella, à la municipalité de Trieste. Selon ses dernières volontés, le bâtiment et la collection d'art qu'il contient sont rendus accessibles au public. Une clause de la donation stipulant que tous les mouvements d'art contemporain doivent être pris en compte par des achats appropriés, l'actuel musée Revoltella (Civico Museo Revoltella e Galleria d'Arte Moderna) ne comprend pas seulement une collection du XIXe siècle, mais aussi des œuvres de mouvements artistiques ultérieurs. L'expansion constante de la collection d'art au cours des dernières années a conduit à l'adjonction de bâtiments voisins. Aujourd'hui, le musée comprend des œuvres de Pietro Magni (Il taglio dell'istmo di Suez, La ninfa di Aurisina), Anders Zorn et Franz von Stuck et accueille de nombreuses expositions et événements.
La Villa Revoltella est également ouverte au public et sert maintenant de parc municipal. Le domaine de ses nombreuses entreprises a permis de fonder d'autres institutions culturelles et sociales, dont en 1877, une école de commerce (la Scuola Superiore di Commercio), qui deviendra plus tard l'université de Trieste.